# Caboellimma cruzae
Caboellimma cruzae è un pesce osseo estinto, appartenente agli ellimmittiformi. Visse nel Cretaceo inferiore (Aptiano, circa 118 milioni di anni fa) e i suoi resti fossili sono stati ritrovati in Sudamerica.

## Descrizione
Questo pesce era di dimensioni ridotte, e raramente superava i 10 centimetri di lunghezza. Possedeva un corpo tozzo ed era dotato di un ventre profondo. La testa era grande, il muso piuttosto sottile. La pinna dorsale era piccola e di forma triangolare, e si trovava all'incirca a metà del corpo. Anche la pinna anale era piccola, in posizione più arretrata. Caboellimma era caratterizzato da piccole scaglie dentellate che formavano una struttura simile a una sega lungo il margine mediano inferiore, nella zona del ventre. La pinna caudale era profondamente biforcuta, e le scaglie alla base si sovrapponevano fra loro. I denti nella zona del palato e lungo le mascelle erano molto piccoli. Come in tutte le forme simili (ad esempio Ellimma, Ellimmichthys e Diplomystus), Caboellimma era dotato di piccoli scudi posti prima della pinna dorsale. 
Sebbene Caboellimma mostri un mix di caratteri tra Ellimma ed Ellimmichthys, possedeva caratteristiche notevoli che lo rendono ben distinto dai due precedenti ellimmittiformi: un parietale trasversalmente stretto e molto allungato; delle ossa dermiche del tetto cranico, solo il frontale è ornato; un canale commissurale sopraoccipitale percorre il parietale attraverso un tubo diritto; c'è un lungo ramo parietale del canale sensoriale sopraorbitario che raggiunge il confine con il parietale e un lungo ramo curvo verso la regione otica; in contrasto con Ellimma, mancano i tubercoli e l'ornamento a forma di “foglia di cannabis” sugli scudi predorsali; una regione post-parietale molto ridotta del tetto cranico.

## Classificazione
Il genere Caboellimma venne istituito nel 2022 per accogliere la specie precedentemente nota come Ellimma cruzae, inizialmente descritta nel 1990 sulla base di resti fossili provenienti dalla formazione Cabo nel bacino di Pernambuco-Paraíba nel nordest del Brasile, risalenti all'Aptiano. In seguito i fossili sono stati attribuiti anche al genere Ellimmichthys. 
Analisi cladistiche effettuate per lo studio del 2022 hanno indicato che questa specie era in realtà ben differente dalla specie tipo di Ellimma, e anzi sarebbe il sister taxon di un ellimmittiforme africano, Thorectichthys, all'interno della famiglia Paraclupeidae.